# Agencia Nacional de Aduanas de México
La Agencia Nacional de Aduanas de México (ANAM) es un órgano administrativo desconcentrado de la Secretaría de Hacienda y Crédito Público encargado en la administración de las aduanas en México. 
Se encarga de la dirección, organización y funcionamiento del sistema aduanero del país, para aplicar y asegurar el cumplimiento de las normas jurídicas que regulan las mercancías en el comercio internacional; recauda ingresos federales aduaneros; así como cualquier otra expresa que le instruyan en la secretaría. Colabora junto con el Servicio de Administración Tributaria (SAT) para el cumplimiento de sus tareas.
Se creó el 1 de enero de 2022 por decreto del presidente Andrés Manuel López Obrador y reemplazó a la unidad de la Administración General de Aduanas del Servicio de Administración Tributaria (SAT).
Su titular es designado por el presidente de la República a propuesta del secretario de Hacienda y Crédito Público. El actual titular es André Georges Foullon Van Lissum desde el 21 de junio de 2023.

## Funciones
Según el artículo 3 del Reglamento Interior de la Agencia Nacional de Aduanas de México, sus funciones son las siguientes:

- I. Recaudar el importe de los ingresos federales aduaneros, de acuerdo con la legislación aplicable y conforme a los tratados internacionales de los que México sea parte;
- II. Realizar la vigilancia y custodia de los recintos fiscales y fiscalizados y de los bienes y valores depositados en ellos, así como comprobar el cumplimiento de las obligaciones de los contribuyentes, responsables solidarios y demás obligados en materia de contribuciones, aprovechamientos y sus accesorios que establezcan las disposiciones aduaneras y, en general, colaborar en el desarrollo de las demás actividades que tengan encomendadas conforme al presente Reglamento y demás disposiciones jurídicas aplicables;
- III. Solicitar información de los padrones de importadores, de importadores de sectores específicos y de exportadores sectoriales;
- IV. Representar el interés de la Federación en controversias fiscales y aduaneras relacionadas con la entrada o salida de mercancías de o en el territorio nacional;
- V. Determinar y liquidar los ingresos federales y aduaneros;
- VI. Coordinarse con las fuerzas armadas e instituciones de seguridad nacional y de seguridad pública para preservar la seguridad en los puntos de acceso al país;
- VII. Solicitar y proporcionar a otras instancias e instituciones públicas, nacionales o del extranjero el acceso a la información necesaria para evitar la evasión o elusión fiscales en materia aduanera y otros ilícitos o infracciones, de conformidad con las leyes y tratados internacionales en materia aduanera;
- VIII. Vigilar y asegurar el debido cumplimiento de las disposiciones aduaneras relacionadas con la entrada o salida de mercancías de o en el territorio nacional y, en su caso, ejercer las facultades de comprobación previstas en dichas disposiciones;
- IX. Participar en la negociación de los tratados internacionales que lleve a cabo el Ejecutivo Federal en materia aduanera, así como celebrar acuerdos interinstitucionales en el ámbito de su competencia;
- X. Proporcionar, bajo el principio de reciprocidad, la asistencia que le soliciten instancias supervisoras y reguladoras de otros países con las cuales se tengan firmados acuerdos o formen parte de convenciones internacionales en materia aduanera de las que México sea parte, para lo cual, en ejercicio de sus facultades de inspección, podrá recabar respecto de los contribuyentes y terceros con ellos relacionados, la información y documentación que sea objeto de la solicitud;
- XI. Proponer para aprobación del superior la política de administración aduanera y ejecutar las acciones para su aplicación, para lo cual debe aportar los datos ciertos y verificables, de manera oportuna, para el diseño de dicha política;
- XII. Integrar la información estadística sobre las operaciones de comercio exterior de su competencia;
- XIII. Emitir las disposiciones de carácter general y acuerdos administrativos necesarios para el ejercicio eficaz de sus atribuciones;
- XIV. Compartir con el Servicio de Administración Tributaria la información necesaria para la correcta administración, recaudación y contabilidad de las contribuciones y aprovechamientos federales y sus accesorios, relativos a importación y exportación de mercancías;
- XV. Representar a la Secretaría en su carácter de víctima u ofendido en los delitos previstos en el Código Fiscal de la Federación que sean competencia de la Agencia y, en su caso, como coadyuvante o asesor jurídico de la misma, y
- XVI. Las demás que señale el Reglamento y demás disposiciones jurídicas aplicables.

## Organización
Según el artículo 4 del Reglamento Interior de la Agencia Nacional de Aduanas de México está organizado de la siguiente forma:
- Titular de la Agencia
- Unidades Administrativas Centrales
  - Dirección General de Operación Aduanera
  - Dirección General de Investigación Aduanera
  - Dirección General de Atención Aduanera y Asuntos Internacionales
  - Dirección General de Modernización, Equipamiento e Infraestructura Aduanera
  - Dirección General Jurídica de Aduanas
  - Dirección General de Recaudación
  - Dirección General de Tecnologías de la Información
  - Dirección General de Planeación Aduanera
  - Dirección General de Evaluación
  - Unidad de Administración y Finanzas
- Aduanas

## Sistema aduanero
A continuación las cincuenta aduanas que posee el país según su ubicación:
| Aduanas terrestres fronterizas  | Aduanas terrestres fronterizas | Aduanas marítimas           | Aduanas marítimas   | Aduanas terrestres no fronterizas                          | Aduanas terrestres no fronterizas |
| Aduana                          | Estado                         | Aduana                      | Estado              | Aduana                                                     | Estado                            |
| ------------------------------- | ------------------------------ | --------------------------- | ------------------- | ---------------------------------------------------------- | --------------------------------- |
| Aduana de Agua Prieta           | Sonora                         | Aduana de Acapulco          | Guerrero            | Aduana del Aeropuerto Internacional de la Ciudad de México | Ciudad de México                  |
| Aduana de Ciudad Acuña          | Coahuila                       | Aduana de Altamira          | Tamaulipas          | Aduana del Aeropuerto Internacional Felipe Ángeles         | Estado de México                  |
| Aduana de Ciudad Camargo        | Tamaulipas                     | Aduana de Cancún            | Quintana Roo        | Aduana de Aguascalientes                                   | Aguascalientes                    |
| Aduana de Ciudad Hidalgo        | Chiapas                        | Aduana de Ciudad del Carmen | Campeche            | Aduana de Chihuahua                                        | Chihuahua                         |
| Aduana de Ciudad Juárez         | Chihuahua                      | Aduana de Coatzacoalcos     | Veracruz            | Aduana de Guadalajara                                      | Jalisco                           |
| Aduana de Ciudad Miguel Alemán  | Tamaulipas                     | Aduana de Dos Bocas         | Tabasco             | Aduana de Guanajuato                                       | Guanajuato                        |
| Aduana de Ciudad Reynosa        | Tamaulipas                     | Aduana de Ensenada          | Baja California     | Aduana de México                                           |                                   |
| Aduana de Colombia              | Nuevo León                     | Aduana de Guaymas           | Sonora              | Aduana de Monterrey                                        | Nuevo León                        |
| Aduana de Matamoros             | Tamaulipas                     | Aduana de La Paz            | Baja California Sur | Aduana de Puebla                                           | Puebla                            |
| Aduana de Mexicali              | Baja California                | Aduana de Lázaro Cárdenas   | Michoacán           | Aduana de Querétaro                                        | Querétaro                         |
| Aduana de Naco                  | Sonora                         | Aduana de Manzanillo        | Colima              | Aduana de Toluca                                           | Estado de México                  |
| Aduana de Nogales               | Sonora                         | Aduana de Mazatlán          | Sinaloa             | Aduana de Torreón                                          | Coahuila                          |
| Aduana de Nuevo Laredo          | Tamaulipas                     | Aduana de Progreso          | Yucatán             |                                                            |                                   |
| Aduana de Ojinaga               | Chihuahua                      | Aduana de Salina Cruz       | Oaxaca              |                                                            |                                   |
| Aduana de Piedras Negras        | Coahuila                       | Aduana de Tampico           | Tamaulipas          |                                                            |                                   |
| Aduana de Puerto Palomas        | Chihuahua                      | Aduana de Túxpam            | Veracruz            |                                                            |                                   |
| Aduana de San Luis Río Colorado | Sonora                         | Aduana de Veracruz          | Veracruz            |                                                            |                                   |
| Aduana de Sonoyta               | Sonora                         |                             |                     |                                                            |                                   |
| Aduana de Tecate                | Baja California                |                             |                     |                                                            |                                   |
| Aduana de Tijuana               | Baja California                |                             |                     |                                                            |                                   |
| Aduana de Subteniente López     | Quintana Roo                   |                             |                     |                                                            |                                   |

## Lista de sus titulares
El titular de la Agencia Nacional de Aduanas de México es nombrado y removido libremente por el presidente de México a propuesta del secretario de Hacienda y Crédito Público. La lista de sus titulares es la siguiente:
|  | Horacio Duarte Olivares  | 1 de enero de 2022     | 12 de octubre de 2022 |  | Rogelio Ramírez de la O |  | Andrés Manuel López Obrador |
|  | Rafael Marín Mollinedo   | 7 de diciembre de 2022 | 21 de junio de 2023   |  | Rogelio Ramírez de la O |  | Andrés Manuel López Obrador |
|  | André Foullon Van Lissum | 21 de junio de 2023    | 15 de febrero de 2025 |  | Rogelio Ramírez de la O |  | Andrés Manuel López Obrador |
|  | Rafael Marín Mollinedo   | 16 de febrero de 2025  | En el cargo           |  | Edgar Amador Zamora     |  | Claudia Sheinbaum Pardo     |